# Енрік Саборіт
Енрік Саборіт Тейшідор (ісп. Enric Saborit Teixidor, нар. 27 квітня 1992, Барселона, Іспанія) — іспанський футболіст, лівий захисник ізраїльського клубу «Маккабі» (Тель-Авів).
Виступав за юнацькі збірні Іспанії.

## Клубна кар'єра
Народився 27 квітня 1992 року в місті Барселона. З 16-річного займався в кантері клубу «Атлетік Більбао».
За два роки дебютував за другу команду клубу, «Більбао Атлетік», а в сезоні 2013/14 провів п'ять матчів за головну команду «Атлетіка», після чого на сезон віддавався в оренду до «Мальорки».
Згодом на три сезони повернувся до команди «Атлетік Більбао», де, утім, знову не зумів стати гравцем основного складу.
Влітку 2018 року його контракт з рідним клубом закінчився і він став вільним агентом. Знайшов варіант продовження кар'єри в Ізраїлі, уклавши трирічний контракт з «Маккабі» (Тель-Авів).

## Виступи за збірні
2008 року дебютував у складі юнацької збірної Іспанії (U-17), загалом на юнацькому рівні за команди різних вікових категорій взяв участь у 12 іграх, відзначившись одним забитим голом.

## Титули і досягнення
- Чемпіон Ізраїлю (2):

«Маккабі» (Тель-Авів): 2018-19, 2019-20
- Володар Кубка Тото (3):

«Маккабі» (Тель-Авів): 2018-19, 2020, 2023-24
- Володар Суперкубка Ізраїлю (2):

«Маккабі» (Тель-Авів): 2019, 2020
- Володар Кубка Ізраїлю (1):

«Маккабі» (Тель-Авів): 2020-21